# Карасёва, Татьяна Александровна
Татья́на Алекса́ндровна Карасёва (до 1973 — Та́лина, до 1977 — Соро́кина; род. 5 марта 1954, Москва) — советская волейболистка, игрок сборной СССР (1977). чемпионка Европы 1977, 4-кратная чемпионка СССР. Нападающая. Мастер спорта международного класса (1974).
Выступала за команды: 1970—1978 — «Динамо» (Москва), 1978—1982 — ТТУ (Ленинград). 4-кратная чемпионка СССР (1972, 1973, 1975, 1977), двукратный серебряный призёр чемпионатов СССР (1974, 1980), 4-кратный победитель Кубка европейских чемпионов (1972, 1974, 1975, 1977).
В составе сборной СССР в 1977 году стала чемпионкой Европы.
После окончания игровой карьеры работала преподавателем физвоспитания в школах Санкт-Петербурга.